# Isophya bucovinensis
Isophya bucovinensis este o specie de cosaș din genul Isophya, familia Tetigoniide. A fost descrisă pentru prima dată în anul 2017, după ce mai multe exemplare au fost capturate în Munții Călimani în vara anului 2012.